# Théodred
Théodred, född (2978-3019 tredje åldern) är en fiktiv karaktär i Sagan om Ringen. Han är ende son och arvtagare till kung Théoden av Mark.
Hans mor Elfhild dog i barnsäng och han växte upp tillsammans med sin kusin Éomer. Théodred stupade i Första slaget vid floden Isen.
Théodred älskade Éomer som en bror, och den enda han älskade mer än Éomer var sin far, Théoden.
Théodreds namn har troligen hämtats från det Anglo-saxiska ordet "þeod" ( "folk", "nation").